# Bâtiment du 3e lycée de Belgrade
Le bâtiment du 3e lycée de Belgrade (en serbe cyrillique : Зграда Треће београдске гиманзије ; en serbe latin : Zgrada Treće beogradske gimanzije) est situé à Belgrade, la capitale de la Serbie, dans la municipalité urbaine de Vračar. Construit en 1906, il est inscrit sur la liste des monuments culturels de grande importance de la république de Serbie et sur la liste des biens culturels de la ville de Belgrade.

## Présentation

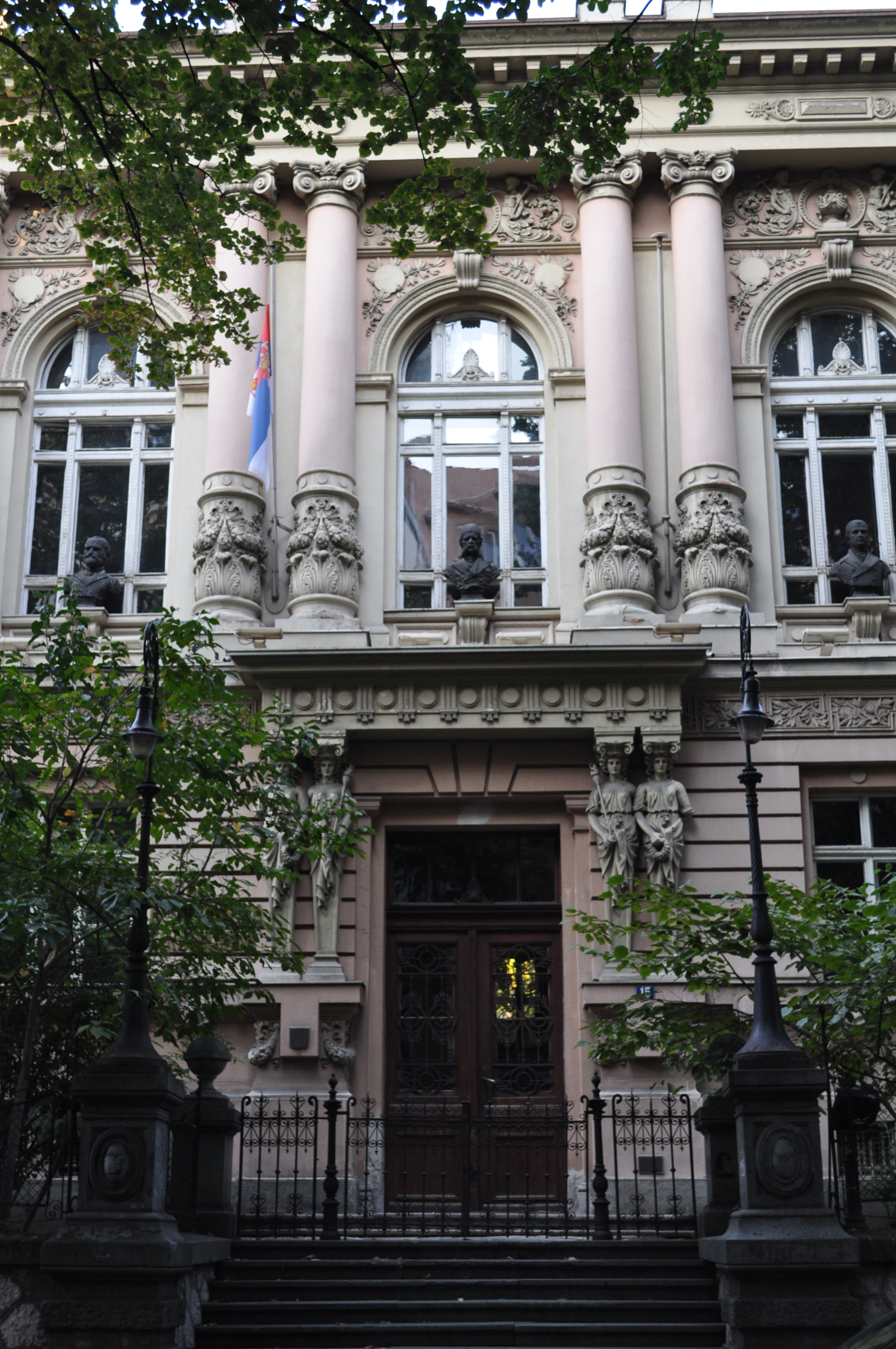
Détail de l'entrée

Le bâtiment du 3e lycée de Belgrade, situé 15 rue Njegoševa et 33 rue Svetozara Markovića, a été achevé en 1906 d'après un projet des architectes Dragutin Đorđević et Dušan Živanović. Le lycée a joué un rôle important dans le développement de l'éducation à Belgrade et aussi, sur le plan architectural, dans le développement d'un espace fonctionnel selon le principe des constructions éducatives du reste de l'Europe.
Sur le plan architectural, il témoigne du style académique du début du XXe siècle, avec de nombreux éléments classicisants dans la décoration extérieure et intérieure. Le constructeur du bâtiment fut Vasa Tešić, les ornements architecturaux sont dus à Franja Valdman, et les peintures intérieures sont de Dragutin Inkiostri Medenjak et de Paško Vučetić.
De nombreuses personnalités ont fréquenté le lycée, comme Todor Mijušković, Stevan Sremac, Vladimir Titelbah, Nikola Vulić, Simo Matavulj, Živojin Mišić, Marko Murat, etc.
L'établissement est titulaire du label LabelFrancÉducation.